# Collegio di Leicester West
Leicester West è un collegio elettorale inglese situato nel Leicestershire, nelle Midlands Orientali, e rappresentato alla Camera dei comuni del Parlamento del Regno Unito. Elegge un membro del parlamento con il sistema maggioritario a turno unico; l'attuale parlamentare è Liz Kendall del Partito Laburista, che rappresenta il collegio dal 2010.

## Estensione

Leicester West dal 2010 al 2024

- 1918–1950: i ward del County Borough di Leicester di Abbey, Newton, St Margaret's, Westcotes e Wyggeston.
- 1974–1983: i ward del County Borough di Leicester di Abbey, Newton, North Braunstone, St Margaret's e Westcotes.
- 1983–2010: i ward della città di Leicester di Abbey, Beaumont Leys, Mowmacre, New Parks, North Braunstone, Rowley Fields, St Augustine's, Westcotes e Western Park.
- 2010–2024: i ward della città di Leicester di Abbey, Beaumont Leys, Braunstone Park and Rowley Fields, Fosse, New Parks, Westcotes e Western Park.
- dal 2024: i ward della città di Leicester di Abbey, Aylestone, Beaumont Leys, Braunstone Park and Rowley Fields, Fosse, New Parks, Westcotes e Western Park.[1]

## Membri del parlamento
| Elezione | Elezione                   | Deputato                | Partito                         |
| -------- | -------------------------- | ----------------------- | ------------------------------- |
|          | 1918                       | Joseph Frederick Green  | Coalizione Nazional Democratica |
|          | 1922                       | Alfred Hill             | Laburista                       |
| 1923     | Frederick Pethick-Lawrence |                         | Laburista                       |
|          | 1931                       | Ernest Harold Pickering | Liberale                        |
|          | 1935                       | Harold Nicolson         | Nazional Laburista              |
|          | 1945                       | Barnett Janner          | Laburista                       |
|          | 1950                       | Collegio abolito        | Collegio abolito                |
|          | Feb 1974                   | Collegio ri-istituito   | Collegio ri-istituito           |
|          | Feb 1974                   | Greville Janner         | Laburista                       |
| 1997     | Patricia Hewitt            |                         | Laburista                       |
| 2010     | Liz Kendall                |                         | Laburista                       |

## Elezioni

### Elezioni negli anni 2020
| Partito                    | Partito                                | Candidato                  | Risultati 4 luglio 2024 | Risultati 4 luglio 2024 |
| Partito                    | Partito                                | Candidato                  | Voti                    | %                       |
| -------------------------- | -------------------------------------- | -------------------------- | ----------------------- | ----------------------- |
|                            | Laburista                              | Liz Kendall                | 15 798                  | 44,63                   |
|                            | Conservatore                           | Max Chauhan                | 7 021                   | 19,84                   |
|                            | Reform UK                              | Ian Hayes                  | 5 666                   | 16,01                   |
|                            | Verdi                                  | Aasiya Bora                | 4 089                   | 11,55                   |
|                            | Lib Dem                                | Benjamin Feist             | 2 179                   | 6,16                    |
|                            | One Leicester                          | Rahoul Naik                | 327                     | 0,92                    |
|                            | TUSC                                   | Steve Score                | 317                     | 0,90                    |
|                            |                                        |                            |                         |                         |
| Iscritti                   | Iscritti                               | Iscritti                   | 74 102                  | 100,00                  |
| ↳ Votanti (% su iscritti)  | ↳ Votanti (% su iscritti)              | ↳ Votanti (% su iscritti)  | 35 397                  | 47,77                   |
| ↳ Astenuti (% su iscritti) | ↳ Astenuti (% su iscritti)             | ↳ Astenuti (% su iscritti) | 38 705                  | 52,23                   |
|                            |                                        |                            |                         |                         |
|                            | Esito: collegio confermato a Laburista |                            |                         |                         |

### Elezioni negli anni 2010
| Partito                    | Partito                                | Candidato                  | Risultati 8 giugno 2017 | Risultati 8 giugno 2017 |
| Partito                    | Partito                                | Candidato                  | Voti                    | %                       |
| -------------------------- | -------------------------------------- | -------------------------- | ----------------------- | ----------------------- |
|                            | Laburista                              | Liz Kendall                | 17 291                  | 49,72                   |
|                            | Conservatore                           | Amanda Wright              | 13 079                  | 37,61                   |
|                            | Lib Dem                                | Ian Bradwell               | 1 808                   | 5,20                    |
|                            | Brexit                                 | Jack Collier               | 1 620                   | 4,66                    |
|                            | Verdi                                  | Ani Goddard                | 977                     | 2,81                    |
|                            |                                        |                            |                         |                         |
| Iscritti                   | Iscritti                               | Iscritti                   | 64 918                  | 100,00                  |
| ↳ Votanti (% su iscritti)  | ↳ Votanti (% su iscritti)              | ↳ Votanti (% su iscritti)  | 34 775                  | 53,57                   |
| ↳ Astenuti (% su iscritti) | ↳ Astenuti (% su iscritti)             | ↳ Astenuti (% su iscritti) | 30 143                  | 46,43                   |
|                            |                                        |                            |                         |                         |
|                            | Esito: collegio confermato a Laburista |                            |                         |                         |

| Partito                    | Partito                                | Candidato                  | Risultati 8 giugno 2017 | Risultati 8 giugno 2017 |
| Partito                    | Partito                                | Candidato                  | Voti                    | %                       |
| -------------------------- | -------------------------------------- | -------------------------- | ----------------------- | ----------------------- |
|                            | Laburista                              | Liz Kendall                | 22 823                  | 60,84                   |
|                            | Conservatore                           | Jack Hickey                | 11 763                  | 31,36                   |
|                            | UKIP                                   | Stuart Young               | 1 406                   | 3,75                    |
|                            | Lib Dem                                | Ian Bradwell               | 792                     | 2,11                    |
|                            | Verdi                                  | Mel Gould                  | 607                     | 1,62                    |
|                            | Indipendente                           | David Bowley               | 121                     | 0,32                    |
|                            |                                        |                            |                         |                         |
| Iscritti                   | Iscritti                               | Iscritti                   | 64 787                  | 100,00                  |
| ↳ Votanti (% su iscritti)  | ↳ Votanti (% su iscritti)              | ↳ Votanti (% su iscritti)  | 37 512                  | 57,90                   |
| ↳ Astenuti (% su iscritti) | ↳ Astenuti (% su iscritti)             | ↳ Astenuti (% su iscritti) | 27 275                  | 42,10                   |
|                            |                                        |                            |                         |                         |
|                            | Esito: collegio confermato a Laburista |                            |                         |                         |

| Partito                    | Partito                                | Candidato                  | Risultati 7 maggio 2015 | Risultati 7 maggio 2015 |
| Partito                    | Partito                                | Candidato                  | Voti                    | %                       |
| -------------------------- | -------------------------------------- | -------------------------- | ----------------------- | ----------------------- |
|                            | Laburista                              | Liz Kendall                | 16 051                  | 46,49                   |
|                            | Conservatore                           | Paul Bessant               | 8 848                   | 25,63                   |
|                            | UKIP                                   | Stuart Young               | 5 950                   | 17,24                   |
|                            | Verdi                                  | Peter Hague                | 1 878                   | 5,44                    |
|                            | Lib Dem                                | Ian Bradwell               | 1 507                   | 4,37                    |
|                            | TUSC                                   | Heather Rawling            | 288                     | 0,83                    |
|                            |                                        |                            |                         |                         |
| Iscritti                   | Iscritti                               | Iscritti                   | 63 227                  | 100,00                  |
| ↳ Votanti (% su iscritti)  | ↳ Votanti (% su iscritti)              | ↳ Votanti (% su iscritti)  | 34 522                  | 54,60                   |
| ↳ Astenuti (% su iscritti) | ↳ Astenuti (% su iscritti)             | ↳ Astenuti (% su iscritti) | 28 705                  | 45,40                   |
|                            |                                        |                            |                         |                         |
|                            | Esito: collegio confermato a Laburista |                            |                         |                         |

| Partito                    | Partito                                | Candidato                  | Risultati 6 maggio 2010 | Risultati 6 maggio 2010 |
| Partito                    | Partito                                | Candidato                  | Voti                    | %                       |
| -------------------------- | -------------------------------------- | -------------------------- | ----------------------- | ----------------------- |
|                            | Laburista                              | Liz Kendall                | 13 745                  | 38,37                   |
|                            | Conservatore                           | Celia Harvey               | 9 728                   | 27,16                   |
|                            | Lib Dem                                | Peter Coley                | 8 107                   | 22,63                   |
|                            | BNP                                    | Gary Reynolds              | 2 158                   | 6,02                    |
|                            | UKIP                                   | Stephen Ingall             | 883                     | 2,47                    |
|                            | Verdi                                  | Geoff Forse                | 639                     | 1,78                    |
|                            | Indipendente                           | Steven Huggins             | 181                     | 0,51                    |
|                            | TUSC                                   | Steve Score                | 157                     | 0,44                    |
|                            | Pirata                                 | Shaun Dyer                 | 113                     | 0,32                    |
|                            | Indipendente                           | David Bowley               | 108                     | 0,30                    |
|                            |                                        |                            |                         |                         |
| Iscritti                   | Iscritti                               | Iscritti                   | 64 889                  | 100,00                  |
| ↳ Votanti (% su iscritti)  | ↳ Votanti (% su iscritti)              | ↳ Votanti (% su iscritti)  | 35 819                  | 55,20                   |
| ↳ Astenuti (% su iscritti) | ↳ Astenuti (% su iscritti)             | ↳ Astenuti (% su iscritti) | 29 070                  | 44,80                   |
|                            |                                        |                            |                         |                         |
|                            | Esito: collegio confermato a Laburista |                            |                         |                         |

### Elezioni negli anni 2000
| Partito                    | Partito                                | Candidato                  | Risultati 5 maggio 2005 | Risultati 5 maggio 2005 |
| Partito                    | Partito                                | Candidato                  | Voti                    | %                       |
| -------------------------- | -------------------------------------- | -------------------------- | ----------------------- | ----------------------- |
|                            | Laburista                              | Patricia Hewitt            | 17 184                  | 51,72                   |
|                            | Conservatore                           | Sarah Richardson           | 8 114                   | 24,42                   |
|                            | Lib Dem                                | Zuffar Haq                 | 5 803                   | 17,47                   |
|                            | Verdi                                  | Geoff Forse                | 1 571                   | 4,73                    |
|                            | Alternativa Socialista                 | Steve Score                | 552                     | 1,66                    |
|                            |                                        |                            |                         |                         |
| Iscritti                   | Iscritti                               | Iscritti                   | 62 333                  | 100,00                  |
| ↳ Votanti (% su iscritti)  | ↳ Votanti (% su iscritti)              | ↳ Votanti (% su iscritti)  | 33 224                  | 53,30                   |
| ↳ Astenuti (% su iscritti) | ↳ Astenuti (% su iscritti)             | ↳ Astenuti (% su iscritti) | 29 109                  | 46,70                   |
|                            |                                        |                            |                         |                         |
|                            | Esito: collegio confermato a Laburista |                            |                         |                         |

| Partito                    | Partito                                | Candidato                  | Risultati 7 giugno 2001 | Risultati 7 giugno 2001 |
| Partito                    | Partito                                | Candidato                  | Voti                    | %                       |
| -------------------------- | -------------------------------------- | -------------------------- | ----------------------- | ----------------------- |
|                            | Laburista                              | Patricia Hewitt            | 18 014                  | 54,23                   |
|                            | Conservatore                           | Christopher Shaw           | 8 375                   | 25,21                   |
|                            | Lib Dem                                | Andy Vincent               | 5 085                   | 15,31                   |
|                            | Verdi                                  | Matthew Gough              | 1 074                   | 3,23                    |
|                            | Laburista Socialista                   | Sean Kirkpatrick           | 350                     | 1,05                    |
|                            | Alternativa Socialista                 | Stephen Score              | 321                     | 0,97                    |
|                            |                                        |                            |                         |                         |
| Iscritti                   | Iscritti                               | Iscritti                   | 65 263                  | 100,00                  |
| ↳ Votanti (% su iscritti)  | ↳ Votanti (% su iscritti)              | ↳ Votanti (% su iscritti)  | 33 219                  | 50,90                   |
| ↳ Astenuti (% su iscritti) | ↳ Astenuti (% su iscritti)             | ↳ Astenuti (% su iscritti) | 32 044                  | 49,10                   |
|                            |                                        |                            |                         |                         |
|                            | Esito: collegio confermato a Laburista |                            |                         |                         |

## Risultati dei referendum

### Referendum sulla permanenza del Regno Unito nell'Unione europea del 2016
|             | Collegio       | Lasciare UE % | Rimanere in UE % |
| ----------- | -------------- | ------------- | ---------------- |
|             | Leicester West | 51,6%         | 48,4%            |
| Inghilterra | 53,3%          | 46,7%         |                  |
| Regno Unito | 51,9%          | 48,1%         |                  |